# Гидроксид рутения(IV)
Гидроксид рутения(IV) — неорганическое соединение, 
гидроксид металла рутения с формулой Ru(OH)4,
чёрное аморфное вещество,
не растворяется в воде.

## Получение
- Разложение раствора тетраоксида рутения под действием ультрафиолета:

{\displaystyle {\mathsf {RuO_{4}+2H_{2}O\ {\xrightarrow {h\nu }}\ Ru(OH)_{4}\downarrow +O_{2}\uparrow }}}
- Восстановление тетраоксида рутения перекисью водорода:

{\displaystyle {\mathsf {RuO_{4}+2H_{2}O_{2}\ {\xrightarrow {}}\ Ru(OH)_{4}\downarrow +2O_{2}\uparrow }}}

## Физические свойства
Гидроксид рутения(IV) образует чёрный аморфный осадок,
не растворяется в воде, р ПР = 27,3.
Образует коллоидные растворы.

## Применение
- Используется при получении металлического рутения, диоксида рутения, солей рутения(IV).